# 16 juillet dans les chemins de fer
16 juin 16 août
Chronologies thématiques
- Croisades
- Sports
- Disney

Cette page concerne les événements qui se sont déroulés un 16 juillet dans les chemins de fer.

## Événements

### XIXesiècle
- 1877. États-Unis : des ouvriers ferroviaires en grève font dérailler un train à Martinsburg (Virginie-Occidentale) : le président américain Rutherford Birchard Hayes fait appel aux troupes fédérales pour faire cesser le conflit.

### XXesiècle
- 1939. États-Unis : mise en service de la première locomotive à traction diesel au monde.
- 1999 :
  - Japon : mise en service entre Ueno et Sapporo des trains de nuit nommés « Cassiopée » par la compagnie East Japan Railway Company (JR East).
  - Inde : un train de voyageurs des Chemins de fer indiens entre en collision avec un train de fret ayant déraillé près de Mathura : 17 personnes sont tuées et 200 autres blessées.